# Kévork Khazoumian
Kévork Khazoumian, auch George Khazoum, (* 10. März 1935 in Chiah, Libanon) ist emeritierter Koadjutor der Erzeparchie Istanbul der Armenisch-Katholischen Kirche in der Türkei.

## Leben
Kévork Khazoumian empfing am 3. Juli 1960 das Sakrament der Priesterweihe. Papst Johannes Paul II. ernannte ihn am 2002 zum Titularbischof von Marasc degli Armeni und bestellte ihn zum Weihbischof im Patriarchat von Kilikien der Armenisch-katholischen Kirche. Die Bischofsweihe spendete ihm am 7. April 2002 Seine Seligkeit Nerses Bedros XIX., der Patriarch des armenisch-katholischen Patriarchats von Kilikien; Mitkonsekratoren waren die Weihbischöfe im Patriarchat von Kilikien, Vartan Achkarian und Jean Teyrouz. 
Papst Benedikt XVI. bestellte ihn 2006 zum Koadjutorerzbischof von Johannes Tcholakian in der Erzeparchie Istanbul der Armenisch-Katholischen Kirche in der Türkei.
Er war Vizevorsitzender der Türkisch katholischen Bischofskonferenz.
Am 21. Mai 2014 nahm der Patriarch von Kilikien, Nerses Bedros XIX. Tarmouni, seinen Rücktritt an.